# Myonycteris relicta
Myonycteris relicta је врста слепог миша из породице великих љиљака (Pteropodidae).

## Распрострањење
Врста је присутна у Зимбабвеу, Кенији и Танзанији.

## Станиште
Врста Myonycteris relicta има станиште на копну.

## Угроженост
Ова врста се сматра рањивом у погледу угрожености врсте од изумирања.

### Популациони тренд
Популација ове врсте се смањује, судећи по расположивим подацима.